# Aeroporto di Oujda-Angad
L'Aeroporto di Oujda Angad (IATA: OUD, ICAO: GMFO) è un aeroporto che serve Oujda, una città nella regione orientale del Marocco. Conosciuto anche come Oujda Angads Airport, è situato a circa 12 km a nord di Oujda e circa 18 km a ovest del confine con l'Algeria.